# Sylvia López
Sylvia López (10 de noviembre de 1933 - 20 de noviembre de 1959) fue una modelo y actriz francesa.
Nacida como Tatjana Bernt. Se crio en París, donde comenzó su carrera como. Eventualmente, modeló para Jacques Fath, El primer diseñador de moda francés que exportó sus creaciones a los Estados Unidos. Con el pseudónimo de "Sylvia Sinclair", llamó lo suficiente la atención como para atraer la atención de los productores cinematográficos.
En noviembre de 1956 se convirtió en la segunda esposa del compositor Francisco López y adoptó su apellido. Ya como Sylvia López, comenzó una notable carrera dentro del cine de aventuras y peplum dando réplica a estrellas como Steve Reeves y Lex Barker con gran éxito comercial y por las que recibió críticas favorables.
Enferma de leucemia, López falleció mientras trabajaba en el rodaje de la película de Voulez-vous danser avec moi? con Brigitte Bardot.
Sylvia López está enterrada en la Cementerio de Montparnasse en París.

## Filmografía
| Año  | Película                  | Papel                   | Acreditación         |
| ---- | ------------------------- | ----------------------- | -------------------- |
| 1956 | Baratin                   | Patricia Dubois-Dumas   | Tania Karen          |
| 1957 | Mademoiselle et son gang  |                         | no acreditada        |
| 1957 | Cinq millions comptant    | Loulou                  | como Sylvia Sinclair |
| 1958 | Tabarin                   |                         |                      |
| 1959 | El Moralista              |                         |                      |
| 1959 | Herodes el grande         | Miriam                  |                      |
| 1959 | Hércules encadenado       | Onfalia, reina de Lidia |                      |
| 1959 | El hijo del corsario rojo | Carmen de Montélimar    |                      |